# Ønskeliv
|  | Denne artikel er oprettet af botten Steenthbot ud fra en ekstern database. Den kan derfor have sproglige fejl eller mangler. Denne skabelon kan fjernes efter kontrol af indholdet. |

Ønskeliv er en dansk dokumentarfilm instrueret af Birgitte Stærmose.

## Handling
I de dystre gader i efterkrigs-Pristina anno 2009, sælger børn cigaretter og hvisker fortællinger om ha°b og tab. Nu, 10 a°r senere, som unge voksne, kæmper de stadig for overlevelse pa° samfundets bund, i en af Europas yngste og fattigste nationer, hvor drømmen om emigration til et andet land eller religion er den eneste reelle flugtmulighed. Et kollektivt portræt af en menneskelig tilstand.